# Chrysosporium vespertilii
Chrysosporium vespertilii är en svampart som beskrevs av Guarro, P. Vidal & De Vroey 1996. Chrysosporium vespertilii ingår i släktet Chrysosporium och familjen Onygenaceae.   Inga underarter finns listade i Catalogue of Life.